# Bacteria ligata
Bacteria ligata är en insektsart som först beskrevs av Brunner von Wattenwyl 1907.  Bacteria ligata ingår i släktet Bacteria och familjen Diapheromeridae. Inga underarter finns listade.